# Список Героев Социалистического Труда (Ы)
Эта страница является частью списка Героев Социалистического Труда и перечисляет в алфавитном порядке лиц, удостоенных звания Героя Социалистического Труда, чьи фамилии начинаются с буквы «Ы».
- Список не включает дважды и трижды Героев Социалистического Труда, а также лиц, лишённых этого звания.
- Список содержит информацию о датах жизни, роде деятельности и дате присвоения звания Героя.
- Герои, удостоенные звания посмертно, выделены в списке  серым цветом .
- Герои, сменившие фамилию после присвоения звания, приводятся в списках дважды, при этом строка с новой фамилией выделяется  бежевым цветом  и не имеет номера.

## Список людей, фамилии которых начинаются с «Ы»
| № | Фамилия, имя, отчество | Даты жизни              | Деятельность                                                                   | Дата присвоения | ГС       |
| - | ---------------------- | ----------------------- | ------------------------------------------------------------------------------ | --------------- | -------- |
| 1 | Ынтыкбаев Шалгинбай    | 01.01.1936 — 09.09.2013 | Старший чабан совхоза «Актауский» Жанааркинского района Карагандинской области | 22.03.1966      | [ ГС 1 ] |

Страница на сайте «Герои страны»
1. ↑  Ынтыкбаев Шалгинбай. Дата обращения: 23 ноября 2019. Архивировано 28 февраля 2022 года.